# Northern Ice Field
Das Northern Ice Field (deutsch Nördliches Eisfeld) liegt am Nordwesthang des Kibo, des höchsten Gipfels des Kilimandscharo in Tansania.
Der Kilimandscharo war erstmals vor etwa 500.000 Jahren vereist. Das heutige Nördliche Eisfeld ist mindestens 11.700 Jahre alt. Das ergab die Analyse von drei Eisbohrkernen, die bei Bohrungen gewonnen wurden, die durch den Gletscher bis in das anstehende Gestein vorgetrieben wurden. Es ist möglich, dass der Kilimandscharo am Ende des unmittelbar davor liegenden Zeitabschnitts, der Jüngeren Dryas, eisfrei war. Obwohl das Klima in dieser Periode kalt genug für eine Vereisung war, war es auch außergewöhnlich trocken. Mit dem Beginn des Holozäns wurde es in Ostafrika feuchter, sodass eine Vergletscherung einsetzte, die in der Folgezeit größeren Schwankungen unterworfen war. So lassen die Eisbohrkerne erkennen, dass es während der mittelalterlichen Warmzeit (1000–1270) trockener als heute war, während sich das Nördliche Eisfeld und andere Gletscher am Kilimandscharo im feuchten Klima der sogenannten Kleinen Eiszeit (1270–1850) ausdehnten.
Als der Afrikaforscher Hans Meyer den Kilimandscharo 1889 besuchte, war dessen Gipfel vollständig von einer Eiskappe bedeckt, die nach Süden und Westen zahlreiche Auslassgletscher gebildet hatte. Bei seiner zweiten Expedition im Jahr 1898, war die Verbindung der Eismassen innerhalb und außerhalb der Caldera bereits unterbrochen. Bis 1962 trennte sich das Südliche Eisfeld, bis 1975 auch das Östliche vom Nördlichen Eisfeld ab. Im Jahr 1912 betrug die von Gletschern bedeckte Fläche am Kilimandscharo 11,40 Quadratkilometer. Bis 2011 verringerte sie sich auf 1,76 Quadratkilometer – ein Verlust von 85 %. Bis zum Oktober 2012 hatte sich das Nördliche Eisfeld geteilt. Der Rückgang verläuft aber nicht nur entlang der Ränder. Allein in der kurzen Zeitspanne zwischen den Jahren 2000 und 2007 nahm die Dicke des Nördlichen Eisfelds um durchschnittlich 1,9 Meter ab. Von den ursprünglich vier nach Westen fließenden Auslassgletscher (von Nord nach Süd: der Credner-, der Drygalski-, der Große und der Kleine Penck-Gletscher) sind nur die erstgenannten übrig geblieben.
Die gegenwärtige Gletscherschmelze am Kilimandscharo wird den klimatischen Verhältnissenen zugeschrieben, die sowohl wärmer als auch trockener als während der Kleinen Eiszeit sind. Tropische Gletscher tendieren dazu, durch Feuchtigkeit stärker beeinflusst zu werden als jene, die man in den mittleren Breiten oder in Polarzonen findet. Trockenere Bedingungen können wegen der höheren Menge an Wärmestrahlung in den tropischen Zonen zu prozentual höheren Gletscherverlusten führen, obwohl der Hauptteil des Gletscherrückgangs in erster Linie der Klimaerwärmung zugeschrieben wird.
Am Rückzug der Eises wird sich voraussichtlich in Zukunft nichts ändern. So kann bis 2040 das meiste, wenn nicht sogar alles Eis am Kilimandscharo verschwunden sein.